# Cragaleo
 Cragaleo nella mitologia greca era il nome di uno dei figli di  Driope, un pastore dotato di enorme saggezza.

## Il mito
L'anziano Cragaleo tranquillamente portava a spasso le mandrie quando fu scelto come giudice in una disputa fra dei e semidei, doveva scegliere a chi dovesse andare una città, Ambracia situata nell'Acarnania. Fra i vari pretendenti vi era Eracle che alla fine fu scelto, ma questo scatenò le ira degli altri contendenti fra cui Apollo che lo trasformò in pietra.

## Culto
Gli abitanti di Ambracia offrivano un sacrificio a quelle strana pietra dopo le feste in onore di Eracle.

### Fonti
- Antonino Liberale, Metamorfosi 4

### Moderna
- Luisa Biondetti, Dizionario di mitologia classica, Milano, Baldini&Castoldi, 1997, ISBN 978-88-8089-300-4.
- Pierre Grimal, Enciclopedia della mitologia 2ª edizione, Brescia, Garzanti, 2005, ISBN 88-11-50482-1. Traduzione di Pier Antonio Borgheggiani